# فهد السلطان
فهد بن صالح بن عبد الله السلطان هو مؤلف اقتصادي وكاتب صحفي سعودي في جريدة الجزيرة، حاصل على شهادة الدكتوراه في إدارة التنمية والإدارة العامة. أمين مجلس الغرف السعودية سابقا، ووكيل وزارة البلديات المساعد للتخطيط والبرامج سابقا، والرئيس التنفيذي لأكاديمية السلطان.

## المؤهل العلمي
دكتوراه (Ph.D.) في إدارة التنمية والإدارة العامة/جامعة نيويورك الحكومية في الباني /الولايات المتحدة الأمريكية عام 1988. مع حصوله على درجة الشرف من جامعة بتسبرغ/ بنسلفانيا،
.|11 في الإدارة العامة عام 1984. ومتخصص في إعادة هندسة نظم العمل..

## الخبرات العملية
- المؤسس والرئيس التنفيذي لأكاديمية السلطان للتدريب والاستشارات FAACT
- رئيس مجلس المديرين للشركة الوطنية لنقل الكهرباء.2012 2014
- أمين مجلس الغرف السعودية (1423-1433)مجلس الغرف السعودية
- وكيل وزارة الشؤون البلدية والقروية (السعودية) المساعد للتخطيط والبرامج 1417-1422هـ.
- عضو الهيئة الاستشارية بالمجلس الاقتصادي الأعلى السعودي 2011 2014م.
- عضو اللجنة العليا للتخصيص بالمجلس الاقتصادي الأعلى السعودي.
- عضو مجلس إدارة الهيئة العربية السعودية للمواصفات والمقاييس 2003-2009م.
- عضو مجلس إدارة هيئة تنظيم الكهرباء والإنتاج المزدوج (السعودية) 2006-2012.
- عضو مجلس إدارة مركز تنمية الصادرات السعودية
- عضو اللجنة العليا لجائزة الملك عبد العزيز للجودة
- عضو المجلس الاستشاري لجامعة دار العلوم
- عضو اللجنة الاستشارية لكلية العلوم الإدارية في جامعة دار العلوم
- عضو لجنة جائزة الأمير نايف للسعودة 2002-2006م.
- عضو لجنة تحكيم جائزة الأمير سلمان بن عبد العزيز لشباب الأعمال.
- عضو المجلس العام لاتحاد الغرف العالمية WCF باريس من 2010م
- عضو اللجنة التوجيهية الدائمة (Steering Committee) لاتحاد الغرف العالمية WCF باريس 2002-2005م
- عضو مجلس جائزة المراعي للإبداع العلمي
- عضو اللجنة الوزارية للحرف والصناعات التقليدية بالمملكة
- نائب رئيس مجلس إدارة الجمعية الخيرية الصحية لرعاية المرضى عناية
- عضو مجلس إدارة أمناء مؤسسة مكة المكرمة الخيرية
- عضو مؤسس، المركز العالمي للتعريف بالرسول صلى الله عليه وسلم ونصرته
- عضو مجلس إدارة الهيئة الإسلامية العالمية للحلال.
- عضو لجنة التجارة الدولية
- عضو مجلس الإدارة لمجلس الأعمال السعودي الأمريكي
- عضو في (32) مجلس إعمال سعودي أجنبي (دولي) مشترك
- عضو مجلس الاستثمار في منطقة المدينة المنورة 2002-2005م.
- عضو مجلس التنظيم الوطني للتدريب المشترك
- عضو المجلس الاستشاري الفخري للبيئة
- عضو مجلس الاستثمار بمنطقة نجران
- عضو اللجنة التأسيسية لجامعة ومستشفى سليمان لراجحي
- عضو اللجنة التوجيهية للمشروع الوطني لتنمية الموارد البشرية السياحية

أشرف على/ قاد تنفيذ عدد من مشاريع إعادة الهيكلة وإعادة هندسة نظم العمل في عدد من أجهزة قطاعي الأعمال والحكومة، شملت المشاريع وزارة البلديات ومجلس الغرف السعودية والشركة الوطنية لنقل الكهرباء وشركات أهلية...وغيرها

## النشاط العلمي
- أستاذ إدارة التنمية المتعاون بكلية العلوم الإدارية بجامعة الملك سعود (دراسات عليا)
- أستاذ متعاون مع جامعة هيوستن فيكتوريا / الولايات المتحدة الإمريكية
- أستاذ إدارة الأعمال (برنامج الماجستير MBA) في جامعة الأمير سلطان كلية إدارة الأعمال
- أستاذ متعاون مع جامعة نايف العربية للعلوم الأمنية
- اشرف على عدد من الرسائل العلمية لمرحلتي الماجستير والدكتوراه
- محكم علمي في دورية الإدارة العامة التي يصدرها معهد الإدارة العامة (المملكة العربية السعودية)
- صدر له مجموعة من الكتب والدراسات والبحوث العلمية بلغت واحد وأربعين دراسة وبحثا علميا.
- ألقى عدد من المحاضرات العلمية عن إعادة الهيكلة وإعادة هندسة نظم العمل، وعن الاقتصاد السعودي والاقتصاد العربي وقضايا العولمة في عدد من المؤتمرات الدولية الهامة شملت كل من (روسيا والصين واليابان والهند وماليزيا وألمانيا وبريطانيا وفرنسا واكرانيا وايرلندا وبلجيكا وتركيا وجنوب أفريقيا وبولندا والباكستان ومصر والامارات العربية المتحدة والكويت وعمان والبحرين وسوريا ولبنان والجزائر والسودان واليمن واثيوبيا والأردن وتونس وغيرها).

كما القى عدد من المحاضرات عن إعادة الهيكلة وريادة الأعمال والهندرة والحوكمة في عدد من المؤتمرات المحلية والدولية

## مؤلفاته
- كتاب بعنوان «البيروقراطية وإدارة التنمية: مع الإشارة إلى بعض تجارب دول الخليج العربية».
- كتاب بعنوان«النموذج الإسلامي في الإدارة: منظور شمولي للإدارة العامة».
- كتاب بعنوان" النموذج الإسلامي في الإدارة: منظور شمولي للإدارة العامة "الطبعة الثانية "
- كتاب بعنوان«إعادة هندسة العلميات الإدارية (الهندرة): نقله جذرية في مفاهيم وتقنية الإدارة»
- كتاب بعنوان«إعادة هندسة نظم العمل: ا لنظرية والتطبيق».[6]
- كتاب بعنوان«التحديات الإدارية: في القرن الواحد والعشرين» مطابع الخالد
- كتاب بعنوان«إعادة هندسة نظم العمل: الهندرة».
- كتاب بعنوان «مفاتيح النجاح»،دار مدارك للنشر.[7]

## قالوا عنه
د.عبد الله بن محفوظ «الدكتور فهد السلطان مؤمن قوي – صاحب منهج إيجابي – صادق في التعامل، وصدقا لكل ضلع في هذا الشخصية كيان إنساني عفيف التعامل والمعشر، تجعلك دائما تقارنها بالشخصيات الإدارية التي تقرأ عنها في مجلة forbesmagazin الأمريكية.
الدكتور فهد السلطان عرف في المحافل الدولية بأنه إداري من بيئة إسلامية ذات سمات إنسانية، بمعنى أنه ليس غربي التوجه أو ليبرالي الفكر، واستطاع خلال فترة عمله كأمين عام أن يؤطر أهداف كتابه الذي صدر قبل دخوله المجلس والمعنون باسم «إعادة هندسة نظم العمل»،
الزاوية الأخرى في شخصية الدكتور فهد صالح السلطان هي المنهج الإيجابي وحسن الظن بالله ثم في عباده، فهد السلطان شخصية لا ترتدي أقنعة ولا تكذب ولا تنافق ولا تجيد الكر والفر (الشخصية البرغماتية) كما يقول أهل السياسة، يأخذ كل رأي أو مشروع بموقع حسن ولا يرتاب في نفسية الآخرين، خلاصة القول وبلغة أهل مكة شخصية غير معقدة.
ختاما الدكتور فهد صالح السلطان فعليا يمتلك كاريزما ترهبك وترعد مفاصلك، وصاحب موهبة وفطنة في الاجتماعات تثير غبطة الأعضاء إن لم يكن حسدهم».
م. حسين حسن أبوداود «الدكتور فهد السلطان عرفه قطاع الأعمال بمهنيته التي ساهمت في بناء وصياغة المجتمع الاقتصادي الحديث، حيث إنه عمل على بناء عمل مؤسسي لمجلس الغرف ونال إعجاب الجميع.
وربما إن تخصصه العلمي ساهم في إعانته على تطوير وبناء كيان مؤسسي يمثل القطاع الخاص محليا ودوليا ويمثل المملكة في المحافل الدولية خير تمثيل.
حمد القاضي «مقال يطرح قيما مضيئة يستحق القراءة وبخاصة قصة ابن التاجر الذي ينظف المسجد! ل د/ فهد صالح السلطان/جريدة الجزيرة. »

## وصلات خارجية
الموقع الشخصي الرسمي للدكتور فهد السلطان
falsultan11 على تويتر.
موقع اكاديمية الدكتور فهد السلطان الرسمي
الصفحة الرسمية للدكتور فهد السلطان